# اینترفیس
اینترفیس (انگلیسی: Interface, Inc.) شرکت نساجی آمریکایی است، که در سال ۱۹۷۳ تأسیس شد.